# 1441
1441 (MCDXLI) a fost un an comun al calendarului iulian, care a început într-o zi de duminică.

## Evenimente
- 1441-1446: Iancu de Hunedoara, voievod al Transilvaniei consolidează, reface și modernizează cetatea Timișoarei.

## Nașteri
- 11 noiembrie: Charlotte de Savoia, a doua soție a regelui Ludovic al XI-lea al Franței (d. 1483)

## Decese
- 9 iulie: Jan van Eyck  (n. 1390)
- 2 februarie: Margareta de Burgundia, Delfină a Franței  (n. 1393)